# جامعة المثنى
جامعة المثنى هي إحدى أفضل الجامعات العراقية وأحدثها وتقع في شمال مدينة السماوة مركز محافظة المثنى في جنوب العراق. و سُمّيت بهذا الاسم لكونها تقع ضمن الحدود الإدارية لمحافظة المثنى وقد سُمّيت المحافظة بهذا الاسم نسبة إلى القائد العربي المثنى بن حارثة الشيباني. أسست في العام 2007 حيث تأسست أول كلية وهي كلية التربية ورئيسها الحالي هو الدكتور حسين كامل جابر الشاهر .
تسعى جامعة المثنى بكوادرها المتميزة إلى تقديم أفضل وسائل التعليم حيث توجد في هذه الجامعة آخر ما توصلت إليه التكنولوجيا الحديثة من أجهزة ومختبرات علمية ومكتبات غنية بالكتب في مختلف التخصصات العلمية والإنسانية. وكذلك تتميز بنايات الجامعة بالحداثة والتصميم المريح للطلبة في جميع مجالات الترفية والراحة، فيها العديد من الكليات العلمية والإنسانية لدراسة البكالوريوس والماجستير والدكتوراه.

## كليات الجامعة
وتضم الجامعة الكليات التالية:
1. كلية الطب
2. كلية طب الأسنان
3. كلية الصيدلة
4. كلية الهندسة وتضم الأقسام (الهندسة الكيمياوية /الهندسة المدنية/الهندسة المعمارية)
5. كلية التربية للعلوم الإنسانية وتضم الاقسام (اللغة الإنكليزية/اللغة العربية /التاريخ /الجغرافية/علوم القرآن)
6. كلية التربية للعلوم الصرفة بقسمين (الرياضيات/علوم الحياة)
7. كلية الإدارة والاقتصاد وتضم الاقسام (المحاسبة/علوم مالية ومصرفية/إدارة الأعمال]
8. كلية التربية الرياضية
9. كلية التربية الأساسية وتضم الأقسام (العلوم العام/التاريخ/اللغة العربية/الإرشاد النفسي والتوجيه التربوي/معلم الصف الأول
10. كلية الطب البيطري
11. كلية الزراعة وتضم الأقسام (التربة والموارد المائية/الإنتاج النباتي /الإنتاج الحيواني/المحاصيل الحقلية)
12. كلية العلوم وتضم الأقسام (علوم الحياة /الفيزياء /الكيمياء/الرياضيات وتطبيقات الحاسوب /البيئة والتلوث)
13. كلية التمريض
14. كلية القانون
15. كلية الآداب بقسميها (علم الاجتماع/الآثار)
16. كلية العلوم الطبية التطبيقية

## كلية الطب
تأسست هذه الكلية بتاريخ 26 / 5 / 2008 بعد أن استكملت متطلباتها من كادر تدريسي وأجهزة طبية ومختبرات تدريبية وبناية ضخمة على ضفاف نهر الفرات في قلب مدينة السماوة حيث كانت هذه البناية مشغولة من قِبل إحدى الدوائر المنحلّة لقد تمت إعادة تأهيلها وتأثيثها واستيراد الأجهزة العلمية لها لتكون صرح علمي متطور . وتم تطوير هذه البناية على مراحل عديدة من ناحية الهندسة المدنية والإضاءة. حيث تم توسيع الحدائق وبناء النادي الطلابي وبناء القسم الإداري واستحداث الفروع العلمية للمرحلتين الرابعة والخامسة بكادرها وخبراتها.

## كلية الهندسة
كانت بداية تأسيس كلية الهندسة في سنة 2008 , وكان الأساتذة الأكفاء بجهودهم الحثيثة المعين الأول في نشأة الكلية وفتح أبوابها لاستقبال أول طلبتها في بداية العام الدراسي (2008-2009)، وتضم الكلية أقسام الهندسة المعمارية والهندسة المدنية والهندسة الكيمياوية وفي النية استحداث أقسام هندسية أخرى مستقبلاً لإعداد مهندسين كفؤين قادرين على الإبداع وبمختلف الاختصاصات الهندسية.
خلال مسيرة الكلية التي ضمت 17 تدريسياً عند افتتاحها واستقبالها للطلبة تزايد هذا العدد ليصبح اليوم أكثر من مئة تدريسي ساهموا في تخريج الدفعة الأولى والثانية والثالثة من المهندسين الأكفاء في محافظة المثنى ليساهموا في بنائها وتطويرها. عميد كلية الهندسة الحالي هو الاستاذ الدكتور احمد حسن علي.

### أهداف الكلية
تهدف كلية الهندسة إلى أعداد وتأهيل ملاكات هندسية ذات مؤهلات علمية للعمل في مجالات الأعمار والبناء وتطوير الصناعات ولا سيما صناعات النفط والغاز وكذلك في المجال العمراني، وتصبو الكلية إلى أن يكون خريجها متميزا بالوعي والحس الهندسي والأداء من خلال بناء الطالب وفق أسس علمية، كما تسعى الكلية إلى المحافظة على مستوى المناهج العلمية لتبقى مواكبة للتطور العلمي وإدخال التقنيات المتطورة في المناهج التعليمية الهندسية وخاصة في مجال الحاسوب.

## كلية العلوم
كلية العلوم هي احدى كليات جامعة المثنى اسست عام 2002. تهدف الكلية الى مواكبة التطورات العلمية التي شهدها عالمنا المعاصر وصولا الى تحقيق اهدافها العلمية في تقديم كل ما يمكن من معلومات علمية ومنهجية للطالب للمساهمة في دفع عجلة التطور والقيام بدورها في تحقيق النهضة الشاملة في جميع مجالات الحياة.
تضم الكلية اقسام (الكيمياء – الفيزياء – علوم الحياة – الرياضيات وتطبيقات الحاسوب) وكان عدد طلبتها خلال العام الدراسي 2019/ 2020 بواقع 1447 طالب وطالبة فيما بلغ عدد اعضاء الهيئة التدريسية 101 تدريسي.
يتم القبول عن طريق القبول المركزي ويقبل فيها خريجو الدراسة الاعدادية / الفرع العلمي وعلى اساس التنافس في المعدلات. مدة الدراسة في الكلية أربع سنوات يمنح بعدها المتخرج شهادة البكالوريوس في الاختصاصات العلمية المذكورة اعلاه.
تخرجت اول دفعة في الكلية في العام الدراسي 2004/2005. ومع صدور الامر الوزاري بأنشاء جامعة المثنى عام 2007 والتي اصبحت فيها الجامعة الوريث لكليات المثنى والتي كانت تتبع جامعة القادسية بما فيها كلية العلوم.
كان من اهداف ادارة الجامعة تطوير الواقع التعليمي في المدينة حيث تم استحداث الدراسة المسائية في بداية العام الدراسي 2007/2008. وخلال العام الدراسي 2016-2017 انضم قسم الكيمياء باستحداث الدراسات المسائية. خطوة اولى في طريق اكمال الدراسات العليا للحصول على شهادة الماجستير تم افتتاح الدراسات العليا لقسم علوم الحياة للعام الدراسي 2008/2009 والتي استقبلت طلبتها ضمن خطة وزارة التعليم العالي والبحث العلمي وافتتح قسمي علوم الكيمياء والفيزياء دراسات عليا (ماجستير) خلال العام الدراسي 2016-2017. ,وتطمح الكلية لفتح دراسات عليا ماجستير بقسم الرياضيات وتطبيقات الحاسوب سنة 2022-2023 وكذلك الدكتوراه في تخصص علوم الحياة.
تضم الكلية كذلك عدد من الوحدات العلمية والادارية، كما تشرف الكلية على اصدار مجلة علمية في اختصاصات العلوم الصرفة والتطبيقية بعنوان مجلة المثنى للعلوم الصرفة. وعقدت الكلية الكثير من المؤتمرات التخصصية والعديد من الندوات العلمية وأعدت برامج واسعة في مجال التعليم المستمر لتطوير منتسبي الجامعة ودوائر الدولة الأخرى. والكلية ماضية في توسيع أنشطتها الهادفة للوصول إلى تحقيق الجودة والاعتماد الأكاديمي في المستقبل القريب.

## كلية التربية
أسست كلية التربية في جامعة المثنى في العام الدراسي (1997 ـ 1998) حيث أنها كانت مرتبطة إدارياً بجامعة القادسية.

### أهداف الكلية
تهدف الكلية في -قسامها الحالية إلى إعداد جيل مثقف وقادر على فهم بيئة وحل المشكلات من خلال تعلمه الأسلوب الصحيح للمعالجة وواعٍ للتغيرات التي مرت بها الشعوب في الأزمنة السابقة وقادر على توعية الآخرين من خلال دخولهم في مجال التعليم العام وقادر على الحفاظ على سلامة تاريخه وحضارته.
كما تسعى الكلية إلى مد جسور مع وزارة التربية من خلال إعداد مدرسين مؤهلين علمياً ومنهجياً قادرين على قيادة المجتمع نحو المعرفة والتعليم الجيد والناجح الذي يعزز المعرفة والنظرة الصحيحة البناءة فضلاً عن قيام الكلية بإسهامات عديدة تخدم الواقع المجتمعي والمؤسساتي ممثلاً بدوراتها العديدة والمتنوعة.

### أقسام الكلية
1. قسم اللغة العربية
2. قسم التاريخ
3. قسم الجغرافية
4. قسم علوم القران
5. قسم قسم الرياضيات
6. قسم اللغة الإنكليزية

### الشهادات التي تمنحها الكلية
- البكلوريوس
- الماجستير لقسمي اللغة العربية والتاريخ فقط في الوقت الحاضر

### عمداء الكلية
1. أ.م.د غالب ناصر سعدون 1998 ـ 2003
2. أ.م.د عبد المحسن عبد الله راضي 2003 ـ 2004
3. أ.م.د صفاء جاسم محمد 2004 ـ 2009
4. أ.د وليد شاكر نعاس 2009 - وإلى الآن

## كلية الزراعة
في إطار رسالة جامعة المثنى تسعى كلية الزراعة التي تأسست عام 2005 - 2006 وضمن توجهاتها إلى إعداد خريجين قادرين على المساهمة في النهوض بالواقع الزراعي العراقي، وخدمة المجتمع في مختلف مجالات الزراعة من خلال توفير برامج دراسية متميزة لطلاب مرحلة البكالوريوس والدراسات العليا، بالإضافة إلى دعم وتشجيع البحث العلمي الزراعي وتوفير البرامج الإرشادية والإستشارية لخدمة مجتمعنا والمساهمة في حل مشاكل القطاع الزراعي، بالإضافة إلى مشاركتها في المؤتمرات العلمية العراقية والعربية والعالمية.
وتضم الكلية الأقسام التالية: قسم الثروة الحيوانية وقسم التربة والموارد المائية وقسم وقاية النبات وقسم المحاصيل الحقلية وقسم مكافحة التصحر .

## الموقع الرسمي
http://mu.edu.iq